# Onetangi

Onetangi est une localité de la côte nord de l'Île de Waiheke dans l'Île du Nord de la Nouvelle-Zélande. 

## Présentation
Onetangi a une longue plage de sable blanc formant le front de mer de la baie d’onetangi (en). 

## Toponymie
Le nom signifie "Weeping Sands" (les sables pleurants) en langue Maori, et vient d’une bataille, qui s’est déroulée en 1821, durant la guerre des mousquets,.

## Histoire
Le secteur fut subdivisé pour être construit en 1921

## Démographie
Onetangi avait une population de 1 302 habitants lors du recensement de 2008 en Nouvelle-Zélande, en augmentation de 168 personnes (soit 14,8 %) depuis le recensement de 2013 en Nouvelle-Zélande, et en augmentation de 147 personnes(soit 12,7 %) depuis le recensement de 2006 en Nouvelle-Zélande. 
Il y avait 513 logements. 
On comptait 657 hommes et 645 femmes, donnant ainsi un sexe-ratio de 1,02 homme pour une femme. 
L’âge médian était de 46,7 ans avec 222 personnes (soit 17,1 %) âgées de moins de 15 ans, 156 personnes (soit 12,0 %) âgées de 15 à 29 ans, 663 personnes (soit 50,9 %) âgées de 30 à 64 ans, et 261 personnes (soit 20,0 %) âgées de 65 ans ou plus.
L’ethnicité était pour 89,6 % européens/Pākehā, 12,2 % Māori, 3,9 % personnes originaires du Pacifique, 3,5 % asiatiques et 4,1 % d’une autre ethnicité (le total fait plus de 100 % dans la mesure où une personne peut s’identifier comme issue de multiples ethnicités).
La proportion de personnes nées outre-mer était de 30,6 %, comparée aux 27,1 % au niveau national.
Bien que certaines personnes refusent de donner leur religion, 62,7 % se disent sans aucune religion, 24,0 % étaient chrétiens, et 4,4 % avaient une autre religion.
Parmi ceux de plus de 15 ans d’âge, 303 personnes (soit 28,1 %) étaient titulaires d'une licence ou d’un niveau universitaire plus élevé, et 123 personnes (soit 11,4 %) n’avaient aucune qualification formelle.
Le revenu médian était de 34,000 $.
Le statut d’emploi de ceux de plus de 15 ans était pour 540 personnes(soit 50,0 %) employées à plein temps, 186 personnes (17,2 %) étaient employées à temps partiel et 18 personnes (soit 1,7 %) étaient sans emploi .